# Eduard Buckmaier
Eduard „Ede“ Buckmaier (* 9. Juni 1966 in Taebla) ist ein ehemaliger deutscher Fußballspieler. Er bestritt 75 Spiele (vier Tore) in der ersten Fußball-Bundesliga und 109 (acht Tore) in der 2. Bundesliga.

## Karriere
Buckmaier spielte bei Vorwärts Gebhardshagen, dann ab der Saison 1986/87 bei Eintracht Braunschweig in der 2. Bundesliga und bestritt dort 32 Spiele. Mit der Eintracht stieg er in die Oberliga Nord ab. 1988 wechselte er zu SG Wattenscheid 09. „Ede“, der oft mit Verletzungen zu kämpfen hatte, schaffte es zwar nie, auf Dauer einen Platz in der ersten Elf zu erringen, erwies sich jedoch als vielseitiger Mittelfeld-Allrounder, der insgesamt acht Jahre für Wattenscheid aktiv war. Hier verpasste er 1989 zunächst nur knapp den Bundesliga-Aufstieg, als die 09er am letzten Spieltag gegen den 1. FC Saarbrücken nur unentschieden spielten und allein aufgrund der um zwei Tore schlechteren Tordifferenz dem Team von SV Darmstadt 98 den Vortritt lassen mussten.
Der ersehnte Aufstieg in die erste Bundesliga gelang 1990, als sich Wattenscheid mit dem zweiten Platz direkt qualifizierte. Buckmaier war Teil der Mannschaft als die SG Wattenscheid ihre sportlich bislang stärkste Phase hatte. Unter anderem drang man 1991 im DFB-Pokal bis ins Viertelfinale vor. Er stand auch am 2. April 1993 auf dem Platz als man beim Heimspiel den FC Bayern München mit 2:0 besiegte. Insgesamt errang man in den acht Bundesligabegegnungen gegen den Rekordmeister drei Unentschieden und zwei Siege. Sein letztes Spiel als Profi bestritt er am 29. September 1995 bei der Begegnung gegen den MSV Duisburg (0:2). Er spielte danach noch im Amateurbereich für Schwarz-Weiß Essen und Rot-Weiß Leithe.
Eduard Buckmaier arbeitete nach seiner Karriere als Trainer, zunächst über viele Jahre als Spielertrainer in Leithe; von 2008 bis Mai 2011 trainierte er die 1. Mannschaft des Landesligisten SW Wattenscheid 08. Seit Sommer 2013 als Reha- und Physiotrainer für die SG Wattenscheid 09.  Er spielt auch heute noch in der Wattenscheider Traditionsmannschaft.

## Sonstiges
Eduard Buckmaier erzielte am 7. Februar 1992 im Spiel gegen den Karlsruher SC ein Tor per Fallrückzieher, das später beim „Tor des Monats“ der ARD-Sportschau ausgezeichnet wurde.
Sein Sohn Nico ist ebenfalls als Fußballer aktiv, momentan beim langjährigen Verein des Vaters, der SG Wattenscheid 09.